# Frailea buiningiana
Frailea buiningiana ist eine Pflanzenart in der Gattung Frailea aus der Familie der Kakteengewächse (Cactaceae). Das Artepitheton buiningiana ehrt Albert Frederik Hendrik Buining.

## Beschreibung
Frailea buiningiana wächst einzeln mit zylindrischen Körpern, die am Scheitel dicht bedornt sind. Die Körper erreichen bei Durchmessern von 1,5 bis 2 Zentimetern Wuchshöhen von 6 bis 10 Zentimetern. Die 24 bis 26 Rippen sind niedrig und in Höcker gegliedert. Die darauf befindlichen kreisrunden Areolen sind bräunlich. Die 3 rötlich braunen Mitteldornen sind abstehend, gerade, nicht stechend und bis zu 3 Millimeter lang. Die 12 bis 15 durchscheinend weißen Randdornen greifen ineinander, sind gerade und bis zu 2 Millimeter lang.
Die weißlich gelben Blüten sind bis zu 2,5 Zentimeter lang und erreichen Durchmesser von bis zu 1,5 Zentimetern.

## Verbreitung und Systematik
Frailea buiningiana ist in Brasilien im Bundesstaat Rio Grande do Sul verbreitet.
Die Erstbeschreibung durch Karl-Heinz Prestlé wurde 1997 veröffentlicht.

## Nachweise